# Synasterope quadrata
Synasterope quadrata är en kräftdjursart. Synasterope quadrata ingår i släktet Synasterope och familjen Cylindroleberididae. Inga underarter finns listade i Catalogue of Life.